# Spergularia diandroides
Spergularia diandroides är en nejlikväxtart som beskrevs av L.G.Adams. Spergularia diandroides ingår i släktet rödnarvar, och familjen nejlikväxter. Inga underarter finns listade i Catalogue of Life.